# Soraya Ghassemi
Soraya Ghassemi (ur. 19 grudnia 1940 w Teheranie) – irańska aktorka.

## Filmografia
- 1970: Aramesh dar hozour digaran
- 1978: Bad Zendeh
- 1986: Khaneh Ari
- 1988: Setareh va Almas
- 1989: Khastegari
- 1992: Mojassameh
- 1996: Harife Del Reza Ganji
- 2000: Maral de Mehdi Sabaghzadeh
- 2001: Khakestari
- 2001: La fille de patissiere de Iraj
- 2003: Baleh Boron